# مانگه
مانگه (به لاتین: Manie) یک روستا در لهستان است که در گمینا مینزژتس پودلاسکی واقع شده‌است.